# Domenico Carafa della Spina di Traetto
Pour les articles homonymes, voir Carafa.
Pour les autres membres de la famille, voir Famille Carafa.
Domenico Carafa della Spina di Traetto (né le 12 juillet 1805 à Naples et mort le 17 juin 1879 à Naples) est un cardinal italien du XIXe siècle.
Il est le petit-neveu du cardinal Francesco Carafa della Spina di Traetto (1773). Sa famille a donné à l'Église d'autres cardinaux: Filippo Carafa della Serra (1378), Oliviero Carafa (1467), Gianvincenzo Carafa (1527), Carlo Carafa (1555), Diomede Carafa (1555), Alfonso Carafa (1557), Antonio Carafa (1568), Decio Carafa (1611), Pier Luigi Carafa (1645), Carlo Carafa della Spina (1664), Fortunato Ilario Carafa della Spina (1686), Francesco Carafa della Spina di Traetto (1773) et Marino Carafa di Belvedere (1801).

## Biographie
Carafa est élu archevêque de Bénévent en 1844. Le pape Grégoire XVI le crée cardinal lors du consistoire du 22 juillet 1844. Carafa est expulsé de Bénévent lors de l'annexion par le royaume d'Italie en 1860. Il participe au conclave de 1846, lors duquel Pie IX est élu pape, et de 1878 (élection de Léon XIII). Carafa participe aussi au concile de Vatican I en 1869-1870.

## Source
- Fiche du cardinal sur le site de la FIU